# Джарабутак
Джарабута́к (рос. Джарабутак) — селище у складі Адамовського району Оренбурзької області, Росія.
Стара назва — Джарбутак.

## Населення
Населення — 78 осіб (2010; 193 у 2002).
Національний склад (станом на 2002 рік):
- казахи — 44 %
- росіяни — 30 %